# Prümer Urbar

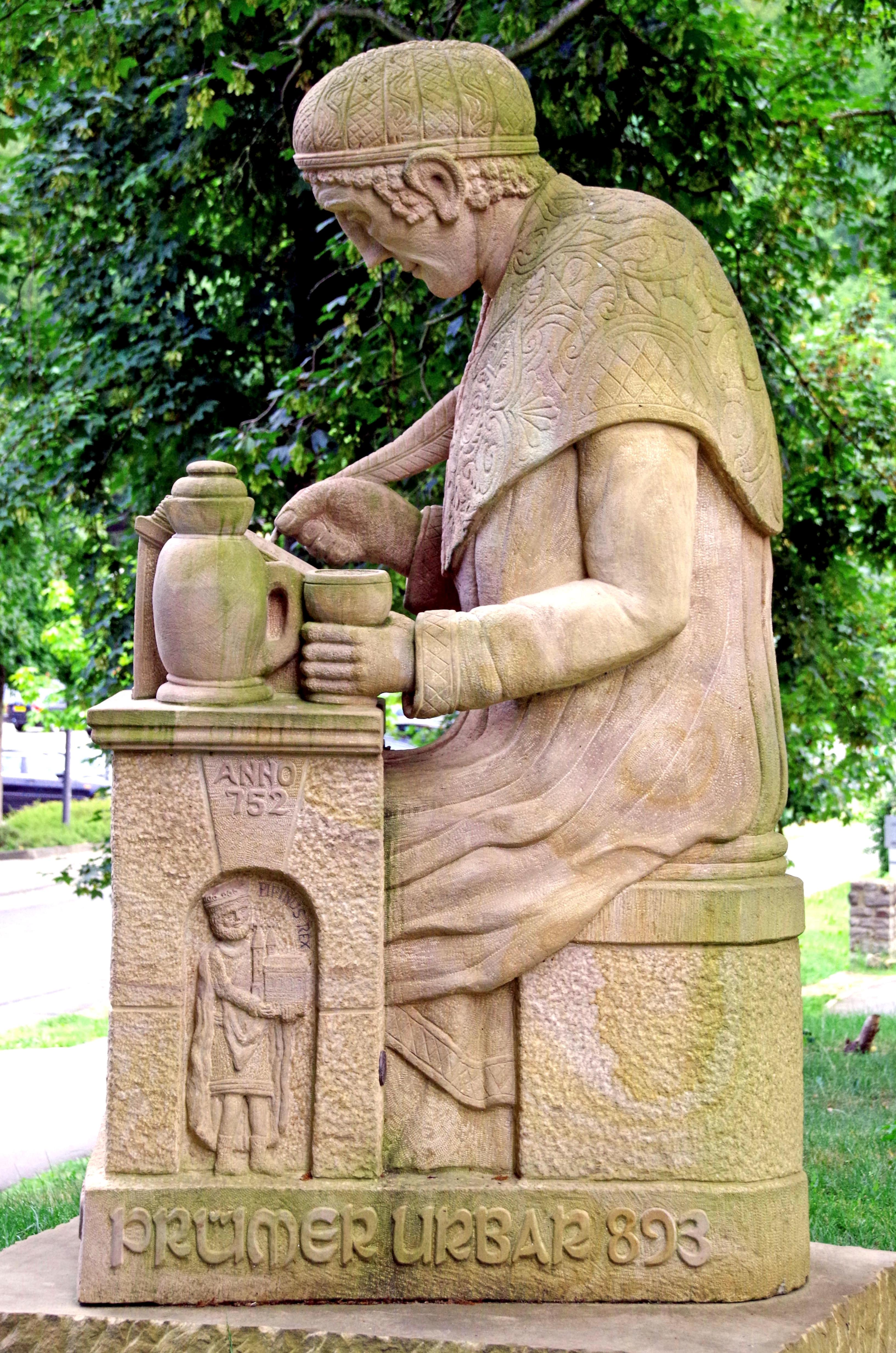
Abt Regino schreibt am Prümer Urbar (893), Denkmal in Prüm

Im Prümer Urbar, einem Urbar der Benediktinerabtei Prüm in der Eifel, wurden im Jahre 893 viele der Rechte und Einkünfte aus den zahlreichen Besitzungen der Abtei aufgezeichnet. Das karolingerzeitliche Original – es entstand unter Abt Regino von Prüm – ist nicht überliefert.
Im Jahr 1222 fertigte der Exabt Caesarius von Milendonk eine Abschrift des damals bereits über 300 Jahre alten Stücks in klarer sorgfältiger Schrift an, die er mit eigenhändigen Ergänzungen und Kommentaren versah, untergliedert in 118 nummerierte Kapitel. Diese Bearbeitung ist erhalten im Landeshauptarchiv Koblenz, Bestand 18, Nr. 2087. Der Umfang des Bandes, dem noch einige Nachträge angehängt sind, beträgt 54 gezählte Blätter.  

## Orte der Inspektionsreisen
In Inspektionsreisen besuchten die Mönche 118 Lokalitäten, aus denen Einkünfte für das Kloster zu erwarten waren. Folgt man den nach Kapitelnummern sortierten Orten in ihrer Nummerierung, so wird die Streckenführung der Inspektionsreisen deutlich. Zahlreiche Orte werden im Prümer Urbar zum ersten Mal schriftlich dokumentiert.
| Kapitel | Bezeichnung im Urbar               | Bezeichnung heute, Region               | Bemerkung                                                 |
| ------- | ---------------------------------- | --------------------------------------- | --------------------------------------------------------- |
| 1       | Rumersheym                         | Rommersheim, Eifel                      | Gemeinde im Eifelkreis Bitburg-Prüm                       |
| 2       | Wettellendorpht                    | Wetteldorf, Eifel                       | Ortsteil von Schönecken, Eifelkreis Bitburg-Prüm          |
| 3       | Herlensdorpht                      | Hersdorf, Eifel                         | Gemeinde im Eifelkreis Bitburg-Prüm                       |
| 4       | Gundensdorpht                      | Giesdorf oder Gondelsheim, Eifel        | Orte im Eifelkreis Bitburg-Prüm                           |
| 5       | Didendorpht                        | Dingdorf, Eifel                         | Gemeinde im Eifelkreis Bitburg-Prüm                       |
| 6       | Walmersheym                        | Wallersheim, Eifel                      | Gemeinde im Eifelkreis Bitburg-Prüm                       |
| 7       | Caldenburne                        | Kalenborn, Eifel                        | Ortsteil von Kalenborn-Scheuern, Landkreis Vulkaneifel    |
| 8       | Sarensdorpt                        | Sarresdorf, Eifel                       | Wüstung, zur Stadt Gerolstein, Landkreis Vulkaneifel      |
| 9       | Birensbure                         | Birresborn, Eifel                       | Gemeinde im Landkreis Vulkaneifel                         |
| 10      | Ettellendorpht                     | Etteldorf, Eifel                        | Gemeinde im Eifelkreis Bitburg-Prüm                       |
| 11      | Badenheym                          | Badem, Eifel                            | Gemeinde im Eifelkreis Bitburg-Prüm                       |
| 12      | Vuerscleyte                        | Schleid, Eifel                          | Gemeinde im Eifelkreis Bitburg-Prüm                       |
| 13      | Sefferne                           | Seffern, Eifel                          | Gemeinde im Eifelkreis Bitburg-Prüm                       |
| 14      | Wihc                               | Sefferweich, Eifel                      | Gemeinde im Eifelkreis Bitburg-Prüm                       |
| 15      | Helinbuhg, Hellenbuhc              | Heilenbach, Eifel                       | Gemeinde im Eifelkreis Bitburg-Prüm                       |
| 16      | alio Wihc                          | Sefferweich, Eifel                      | Gemeinde im Eifelkreis Bitburg-Prüm                       |
| 17      | tercio Wihc                        | Malbergweich, Eifel                     | Gemeinde im Eifelkreis Bitburg-Prüm                       |
| 18      | Houestede                          | Huscheid, Eifel                         | Gemeinde Nimshuscheid im Eifelkreis Bitburg-Prüm          |
| 19      | Wleysheym                          | Fließem, Eifel                          | Gemeinde im Eifelkreis Bitburg-Prüm                       |
| 20      | Nanzenheym                         | Nattenheim, Eifel                       | Gemeinde im Eifelkreis Bitburg-Prüm                       |
| 21      | Baldenshart et Denesbure           | Balesfeld und Densborn                  |                                                           |
| 22      | item de Wihc (iuxta malberhc)      | Malbergweich oder Malberg               |                                                           |
| 23      | Merxz et Trimparden                | Mötsch und Trimport                     |                                                           |
| 24      | Merrinche                          | Mehring (Mosel)                         | Gemeinde im Landkreis Trier-Saarburg                      |
| 25      | Sueyge                             | Schweich, Mittelmosel                   | Gemeinde im Landkreis Trier-Saarburg                      |
| 26      | Vurne                              | Föhren                                  | Gemeinde im Landkreis Trier-Saarburg                      |
| 27      | Salmene                            | Hetzerath, Eifel                        | Gemeinde im Landkreis Bernkastel-Wittlich                 |
| 28      | Clutterche et Trittenheym          | Klüsserath und Trittenheim, Mittelmosel | Gemeinde im Landkreis Trier-Saarburg                      |
| 29      | alio Trittenheym                   | Trittenheim, Mittelmosel                | Gemeinde im Landkreis Trier-Saarburg                      |
| 30      | Glene                              | Altenglan, Westpfalz                    | Gemeinde im Landkreis Kusel                               |
| 31      | Odenbach                           | Odenbach, Westpfalz                     | Gemeinde im Landkreis Kusel                               |
| 32      | Wimesheym                          | Weinsheim, Naheland                     | Gemeinde im Landkreis Bad Kreuznach                       |
| 33      | Remeche                            | Remich, Luxemburg                       | Stadt im Kanton Remich                                    |
| 34      | Lullingen                          | Lullingen, Luxemburg                    | Ortsteil der Gemeinde Wintger, Kanton Clerf               |
| 35      | Riuat                              | Ruette, Wallonien                       | Stadtteil von Virton, Provinz Luxemburg                   |
| 36      | Montini                            | Montigny-sur-Chiers                     | Département Moselle                                       |
| 37      | item de Montini                    | Montigny-sur-Chiers                     | Département Moselle                                       |
| 38      | Niuenru                            | Saint-Pancré                            | Département Meurthe-et-Moselle                            |
| 39      | Bouelicurt                         | Beuvillers                              | Département Meurthe-et-Moselle                            |
| 40      | Vuans et Holonzi                   | Vance und Halanzy, Wallonien            | Ortsteile von Étalle bzw. Aubange, Provinz Luxemburg      |
| 41      | Wihc, quod est in episcupatu Meten | Vic-sur-Seille                          | Département Moselle                                       |
| 42      | Fagit                              | Faxe, Ortsteil von Fonteny              | Département Moselle                                       |
| 43      | Puzol                              | Puzieux                                 | Département Moselle                                       |
| 44      | Auuans                             | Awans, Wallonien                        | Gemeinde in der Provinz Lüttich                           |
| 45      | Vilancia                           | Villance, Wallonien                     | Ortsteil der Gemeinde Libin, Provinz Luxemburg            |
| 46      | Malbunpreyt                        | Mabompré, Wallonien                     | Ortsteil der Gemeinde Houffalize, Provinz Luxemburg       |
| 47      | Teuenihc                           | Tavigny, Wallonien                      | Ortsteil der Gemeinde Houffalize, Provinz Luxemburg       |
| 48      | Bastenacghe                        | Bastenach, Wallonien                    | Stadt Bastogne, Provinz Luxemburg                         |
| 49      | Wardanc                            | Wardin, Wallonien                       | Stadtteil von Bastogne, Provinz Luxemburg                 |
| 50      | Longonuiler                        | Longvilly, Wallonien                    | Stadtteil von Bastogne, Provinz Luxemburg                 |
| 51      | Nouille                            | Noville, Wallonien                      | Stadtteil von Bastogne, Provinz Luxemburg                 |
| 52      | Bure                               | Boeur, Wallonien                        | Ortsteil der Gemeinde Houffalize, Provinz Luxemburg       |
| 53      | Wanpahc                            | Weiswampach, Luxemburg                  | Gemeinde Weiswampach, Kanton Clerf                        |
| 54      | Hunlar                             | Holler und Gödingen, Luxemburg          | Ortsteile von Weiswampach und Ulflingen, Kanton Clerf     |
| 55      | Yuernesheym                        | Iversheim, Eifel                        | Stadtteil von Bad Münstereifel, Kreis Euskirchen          |
| 56      | Vingarden                          | Kreuzweingarten, Eifel                  | Stadtteil von Euskirchen, Kreis Euskirchen                |
| 57      | Ekineskeit                         | Eicherscheid, Eifel                     | Stadtteil von Bad Münstereifel, Kreis Euskirchen          |
| 58      | Notine                             | Nöthen, Eifel                           | Stadtteil von Bad Münstereifel, Kreis Euskirchen          |
| 59      | Honespolt                          | Gut Hospelt, Eifel                      | Stadtteil von Bad Münstereifel, Kreis Euskirchen          |
| 60      | Effellesbure                       | Effelsberg, Eifel                       | Stadtteil von Bad Münstereifel, Kreis Euskirchen          |
| 61      | Buzzenswelt                        | Pützfeld, Ahrtal                        | Ortsteil von Ahrbrück, Landkreis Ahrweiler                |
| 62      | Keslighe                           | Kesseling, Eifel                        | Gemeinde im Landkreis Ahrweiler                           |
| 63      | Linde, Cruceberhg                  | Lind, Kreuzberg, Ahrtal                 | Orte im Landkreis Ahrweiler                               |
| 64      | Wizsselle                          | Vischel, Ahrtal                         | Ortsteil von Berg, Landkreis Ahrweiler                    |
| 65      | Aruuilre                           | Ahrweiler, Ahrtal                       | Stadtteil von Bad Neuenahr-Ahrweiler, Landkreis Ahrweiler |
| 66      | Elsaffe                            | Elsaff, Westerwald                      | Gemeinden Asbach und Buchholz, Landkreis Neuwied          |
| 67      | Munihchusen                        | Münchhausen, Mittelrhein                | Gemeinde Wachtberg, Rhein-Sieg-Kreis                      |
| 68      | Mekcinheym                         | Meckenheim, Rheinland                   | Stadt Meckenheim, Rhein-Sieg-Kreis                        |
| 69      | Retersdorpht                       | Reitersdorf, Mittelrhein                | Stadt Bad Honnef, Rhein-Sieg-Kreis                        |
| 70      | Bachem iuxta Gudensberhg           | Nieder- und Oberbachem, Mittelrhein     | Ortsteile von Wachtberg, Rhein-Sieg-Kreis                 |
| 71      | Unckele                            | Unkel, Mittelrhein                      | Stadt Unkel, Landkreis Neuwied                            |
| 72      | Villippe                           | Villip, Mittelrhein                     | Ortsteil von Wachtberg, Rhein-Sieg-Kreis                  |
| 73      | Einclo                             | Eigen                                   | Hinweise auf Kürten-Enkeln                                |
| 74      | Vogelberhc                         | Volberg                                 | Volberg wurde 1899 in Hoffnungsthal umbenannt             |
| 75      | Bahcheym Colonien                  | Bachem                                  | Stadtteil von Frechen, Rhein-Erft-Kreis                   |
| 76      | Iustene                            | Güsten                                  | Stadtteil von Jülich, Kreis Düren                         |
| 77      | Giuinesdorpht                      | Gevelsdorf                              | Ortsteil der Gemeinde Titz, Kreis Düren                   |
| 78      | Bale                               | Baal                                    | Stadtteil von Hückelhoven, Kreis Heinsberg                |
| 79      | Betbure                            | Bedburg                                 | Stadt Bedburg, Rhein-Erft-Kreis                           |
| 80      | Hertene                            | Kirchherten                             | Stadtteil von Bedburg, Rhein-Erft-Kreis                   |
| 81      | Bundende                           | Mundt                                   |                                                           |
| 82      | Ckeyenburhc                        | Keyenberg                               | Stadtteil von Erkelenz, Kreis Heinsberg                   |
| 83      | Linneche                           | Linnich, Rheinland                      | Stadt Linnich, Kreis Düren                                |
| 84      | Langenaccker                       | Langenich, Rheinland                    | Stadtteil von Kerpen, Rhein-Erft-Kreis                    |
| 85      | Iuhggende                          | Jüchen, Rheinland                       | Stadt Jüchen, Rhein-Kreis Neuss                           |
| 86      | Ludesheym                          | Lüxheim, Rheinland                      | Ortsteil der Gemeinde Vettweiß, Kreis Düren,              |
| 87      | Kerpenne                           | Kerpen, Rheinland                       | Stadt Kerpen, Rhein-Erft-Kreis                            |
| 88      | Wizesheym                          | Wissersheim, Rheinland                  | Ortsteil der Gemeinde Nörvenich, Kreis Düren              |
| 89      | Encene                             | Enzen, Rheinland                        | Stadtteil von Zülpich, Kreis Euskirchen,                  |
| 90      | Sconouye                           | Schönau, Eifel                          | Stadtteil von Bad Münstereifel, Kreis Euskirchen          |
| 91      | Maleberhc                          | Mahlberg, Eifel                         | Stadtteil von Bad Münstereifel, Kreis Euskirchen          |
| 92      | Rondenre                           | Rodert, Eifel                           | Stadtteil von Bad Münstereifel, Kreis Euskirchen          |
| 93      | Rore                               | Rohr, Eifel                             | Ortsteil der Gemeinde Blankenheim, Kreis Euskirchen       |
| 94      | Viterche                           | Wichterich, Rheinland                   | Stadtteil von Zülpich, Kreis Euskirchen                   |
| 95      | Bulgensheym                        | Büllesheim                              | Stadtteil von Euskirchen, Kreis Euskirchen                |
| 96      | Rembahc                            | Rheinbach                               |                                                           |
| 97      | Dusburhc                           | Duisburg                                |                                                           |
| 98      | Arneheym                           | Arnheim, Niederlande                    |                                                           |
| 99      | Aldenselen                         | Oldenzaal, Niederlande                  |                                                           |
| 100     | Tremele                            | Dreumel, Niederlande                    | Ortsteil von West Maas en Waal, Provinz Gelderland        |
| 101     | Vamele                             | Wamel, Niederlande                      | Ortsteil von West Maas en Waal, Provinz Gelderland        |
| 102     | Testrebant                         | Teisterbant, Niederlande                |                                                           |
| 103     | Worst                              | Voorst, Niederlande                     |                                                           |
| 104     | Gembrigke                          | Gemmerich, Taunus                       | Gemeinde im Rhein-Lahn-Kreis                              |
| 105     | Backele                            | Bogel, Taunus                           | Gemeinde im Rhein-Lahn-Kreis                              |
| 106     | Nasteden                           | Nastätten, Taunus                       | Gemeinde im Rhein-Lahn-Kreis                              |
| 107     | Sualbahc                           | Burgschwalbach, Taunus                  | Gemeinde im Rhein-Lahn-Kreis                              |
| 108     | Nesene                             | Oberneisen, Taunus                      | Gemeinde im Rhein-Lahn-Kreis                              |
| 109     | Wlattke                            | Flacht, Taunus                          | Gemeinde im Rhein-Lahn-Kreis                              |
| 110     | Venestre                           | Vinster, Vinstern                       | Wüstung im ehemaligen Oberlahnkreis                       |
| 111     | Nocgere                            | Nochern                                 | Gemeinde im Rhein-Lahn-Kreis                              |
| 112     | Dinheym                            | Dienheim                                | Gemeinde im Landkreis Mainz-Bingen                        |
| 113     | Neccroye                           | Neckarau                                | Stadtteil von Mannheim                                    |
| 114     | Geinheym                           | Rheingönheim, Pfalz                     | Stadtteil von Ludwigshafen                                |
| 115     | Wilre                              |                                         |                                                           |
| 116     | Aluesheym                          | Albisheim, Pfalz                        | Gemeinde im Donnersbergkreis                              |
| 117     | Ockenheym                          | Ockenheim, Rheinhessen                  | Gemeinde im Landkreis Mainz-Bingen                        |
| 118     | Binge                              | Bingen am Rhein, Mittelrhein            | Stadt im Landkreis Mainz-Bingen                           |

## Sonstige Ortsnennungen
Neben den 118 Orten, die die Kapitelüberschriften des Urbars bilden und die von den Mönchen bei den Inspektionsreisen angesteuert wurden, gibt es noch Orte, die auf dem Weg oder in der Nähe lagen und im Urbar zusätzlich Erwähnung finden.
| Kapitel | Bezeichnung im Urbar         | Bezeichnung heute, Region              | Bemerkung                                 |
| ------- | ---------------------------- | -------------------------------------- | ----------------------------------------- |
| 6       | Alue                         | Bleialf, Eifel                         | Eifelkreis Bitburg-Prüm                   |
| 6       | Lizendorpht                  | Lissendorf, Eifel                      | Landkreis Vulkaneifel                     |
| 6       | Olmutzze                     | Olzheim, Eifel                         | Eifelkreis Bitburg-Prüm                   |
| 6       | Ormunte                      | Ormont, Eifel                          | Landkreis Vulkaneifel                     |
| 11      | Gingeyndorpht                | Gindorf, Eifel                         | Eifelkreis Bitburg-Prüm                   |
| 23      | Berzelingen                  | Birtlingen, Eifel                      | Eifelkreis Bitburg-Prüm                   |
| 23      | Edensheym                    | Idesheim, Eifel                        | Eifelkreis Bitburg-Prüm                   |
| 23      | Stalle                       | Stahl (Bitburg), Eifel                 | Eifelkreis Bitburg-Prüm                   |
| 23      | Stedeheym                    | Niederstedem, Oberstedem, Eifel        | Eifelkreis Bitburg-Prüm                   |
| 23      | Veresdorpht                  | Wiersdorf, Eifel                       | Eifelkreis Bitburg-Prüm                   |
| 33      | Winegringen                  | Wincheringen, Obermosel                | Landkreis Trier-Saarburg                  |
| 58      | Bure                         | Buir (Nettersheim), Nordeifel          | Kreis Euskirchen                          |
| 58      | Bessyhc                      | Pesch (Nettersheim), Nordeifel         | Kreis Euskirchen                          |
| 58      | Flauedesdorpht, Fladesdorpht | Floisdorf, Nordeifel                   | Kreis Euskirchen                          |
| 58      | Harlesheym                   | Harzheim, Nordeifel                    | Kreis Euskirchen                          |
| 58      | Holzheym                     | Holzheim (Mechernich), Nordeifel       | Kreis Euskirchen                          |
| 58      | Kelichesdorpht               | Gilsdorf (Bad Münstereifel), Nordeifel | Kreis Euskirchen                          |
| 58      | Nettersheym                  | Nettersheim, Nordeifel                 | Kreis Euskirchen                          |
| 58      | Rochendorpht                 | Roggendorf (Mechernich), Nordeifel     | Kreis Euskirchen                          |
| 58      | Wiere                        | Weyer (Mechernich), Nordeifel          | Kreis Euskirchen                          |
| 58      | Cinesheym                    | Zingsheim, Nordeifel                   | Kreis Euskirchen                          |
| 62      | Degerana Vale                | Dernau, Ahr                            | Landkreis Ahrweiler                       |
| 68      | Aldendorpht                  | Altendorf (Meckenheim)                 | Rhein-Sieg-Kreis                          |
| 68      | Adelesdorpt                  | Adendorf (Wachtberg)                   | Rhein-Sieg-Kreis                          |
| 68      | Eckendorpt                   | Eckendorf                              | Landkreis Ahrweiler                       |
| 71      | Budendorpht                  | Bad Bodendorf, Ahr                     | Landkreis Ahrweiler                       |
| 71      | Cazbahc                      | Kasbach, Mittelrhein                   | Landkreis Neuwied                         |
| 71      | Dottendorpt                  | Dottendorf, Mittelrhein                | Stadt Bonn                                |
| 71      | Pissenheym                   | Werthhoven, Mittelrhein                | Rhein-Sieg-Kreis                          |
| 71      | Remagen                      | Remagen, Mittelrhein                   | Landkreis Ahrweiler                       |
| 71      | Mylenheym                    | Mühlheim, Mittelrhein                  | Landkreis Mayen-Koblenz                   |
| 71      | Uintre, Vintre               | Oberwinter oder Königswinter           | Landkreis Ahrweiler oder Rhein-Sieg-Kreis |
| 105     | Biuerheym                    | Biebernheim, Hunsrück                  | Rhein-Hunsrück-Kreis                      |
| 105     | Palezwelt                    | Pfalzfeld, Hunsrück                    | Rhein-Hunsrück-Kreis                      |
| 111     | Beltuom                      | Beltheim, Hunsrück                     | Rhein-Hunsrück-Kreis                      |
| 118     | Gunnenbreht                  | Gondenbrett, Schnee-Eifel              | Eifelkreis Bitburg-Prüm                   |

## Ausgaben
- Heinrich Beyer (Hrsg.): Urkundenbuch zur Geschichte der jetzt die Preussischen Regierungsbezirke Coblenz und Trier bildenden mittelrheinischen Territorien. Aus den Quellen herausgegeben von Heinrich Beyer. Erster Band. Von den ältesten Zeiten bis zum Jahre 1169. Coblenz, in Commission bei J. Hölscher. 1860, S. 142–201, Nr. 135. Digitalisat bei dilibri.de (veraltete Ausgabe).
- Ingo Schwab (Hrsg.): Das Prümer Urbar. Droste, Düsseldorf 1983, (Rheinische Urbare 5), (Gesellschaft für Rheinische Geschichtskunde Publikationen 20), (Zugleich: Bremen, Univ., Diss., 1980), ISBN 3-7700-7545-5 (maßgebliche Ausgabe).
- Das Prümer Urbar. Übersetzt und kommentiert von Nikolaus Nösges. In: Reiner Nolden (Hrsg.): „Anno verbi incarnati DCCCXCIII conscriptum“. 1100 Jahre Prümer Urbar. Festschrift. = Im Jahre des Herrn 893 geschrieben. Geschichtsverein „Prümer Land“, Trier 1993, S. 17–115 (deutsche Übersetzung).